# Дамасий II
Дамасий II (лат. Damasus PP. II; в миру граф Поппо Бриксен, нем. Poppo; ? — 9 августа 1048) — Папа Римский с 17 июля по 9 августа 1048 года. Родом из Баварии. Был епископом Бриксена. Назначен папой по прямому указанию германского императора Генриха III. Умер в Палестрине от малярии, похоронен в церкви Сан-Лоренцо в Риме.

## Избрание
На Рождество 1047 эмиссар римского народа принес императору Генриху III известие о смерти папы Климента II, который был возведен на этот пост по его протекции. Император был патроном Рима, и теперь Генрих должен был выразить своё мнение относительно преемника Климента. Генрих в это время вел неудачную кампанию во Фрисландии и к моменту прибытия посольства находился в своём дворце в Пёльде, в Саксонии. Посланники римской знати, в соответствии с их инструкциями, предложили в качестве подходящего кандидата Галинара, архиепископа Лиона, который был по происхождению итальянцем и пользовался уважением в Риме.
Генрих решил не торопиться с выбором и попросил Вазона Льежского, наиболее независимого епископа в пределах империи, высказать своё мнение. После долгого обдумывания Вазон заявил, что наиболее подходящим кандидатом на вакантный папский престол является низложенный императором Григорий VI. Генрих решил не вступать в споры с Вазоном и назначил Поппо, епископа Бриксена в Тироле, человека, известного своей образованностью. Это решение возмутило римлян, которые симпатизировали Галинару. Тем не менее, Генрих послал римских послов обратно в Рим с дарами для подготовки к прибытию нового папы.

## Прибытие в Италию
Во время отсутствия послов императорская власть в Риме зачахла, и контроль над городом взял род Тусколо. Бывший папа Бенедикт IX, родственник Тусколо, решил, что пришло время вернуть себе папский престол. Он обратился к маркграфу Бонифацию III Тосканскому за помощью, и Бонифаций, который не любил императора, с удовольствием откликнулся. Бенедикт использовал все свои запасы золота, чтобы завоевать побольше сторонников, а влияние маркграфа позволило ему занимать папский престол в течение восьми месяцев, с 8 ноября 1047 до 17 июля 1048 года.
В то же время Генрих уже провожал в Италию Поппо, дойдя с ним, по крайней мере, до Ульма. Здесь выяснилось, что папская казна близка к опустошению. Опасаясь восстаний в Германии, император был вынужден остаться за Альпами, дав указание маркграфу Бонифацию проводить Поппо в Рим лично и от имени императора организовать его интронизацию.
Учитывая роль Бонифация в реставрации Бенедикта IX и его отношение к Генриху III, неудивительно, что он отказался. Он признался Поппо: "Я не могу пойти в Рим с Вами. Римляне вновь возвели на папский престол Бенедикта, и он контролирует город. Кроме того, я уже стар". Не имея поддержки, Поппо не осталось другого выбора, кроме как развернуться и вернуться в Германию, где он сообщил Генриху о беседе с Бонифацием.

## Интронизация
Генрих пришел в ярость. Поппо отправили обратно к Бонифацию с письмом от императора, содержавшим приказ организовать изгнание Бенедикта и интронизацию его преемника. В противном случае император угрожал вторжением. Эти угрозы привели Бонифация к послушанию. Он направил войска в Рим и изгнал Бенедикта из города.
После удаления Бенедикта IX Поппо вошел в город с триумфом, римляне приветствовали его. Он был возведен на папский трон в Латеранском дворце как папа Дамасий II 17 июля 1048 года. Его понтификат, однако, был кратковременным. От римской жары он был вынужден отбыть в Палестрину, но было уже слишком поздно. После всего двадцати трех дней понтификата он умер 9 августа и был похоронен в Сан-Лоренцо-фуори-ле-Мура.
Короткое правление Дамасия II породило слухи, что он был отравлен человеком по имени Герхард Брацутий, другом Бенедикта IX и последователем Хильдебранда. Однако источник этой информации считается ненадежным, более вероятен сценарий, что он умер от малярии.